# Tranvia Piacenza-Agazzano
La tranvia Piacenza-Agazzano era una linea tranviaria interurbana a vapore che collegò le città di Piacenza e Agazzano dal 1907 al 1933.

## Storia
Progettata nel 1905, la linea nacque come diramazione della tranvia Piacenza-Pianello-Nibbiano verso la val Trebbia. La Società di strade ferrate e tramvie nella provincia di Piacenza ed in altre provincie d'Italia, concessionaria anche della tranvia della val Tidone, presentò nel 1906 domanda di autorizzazione a costruire ed esercire una tranvia tra San Nicolò a Trebbia e Agazzano: tale istanza fu accolta con Regio Decreto nº 348 del 19 luglio 1907.
La linea fu inaugurata il 27 aprile 1907, e seguì le vicende della concessionaria, che nel frattempo aveva cambiato denominazione in Società Italiana Ferrovie e Tramvie (SIFT): il continuo peggioramento della situazione finanziaria della società, dovuto alla costruzione delle ferrovie Cremona-Borgo San Donnino e Borgo San Donnino-Fornovo: gli ingenti capitali investiti nella realizzazione delle due linee, poi riscattate dallo Stato, portarono la società nel 1921 a fare richiesta di concordato preventivo. Alle difficoltà finanziarie si unì l'insoddisfazione da parte dell'utenza per il servizio e la richiesta da parte dello Stato di cessare il servizio sulla linea. Si rese quindi necessario l'intervento da parte della provincia di Piacenza, che nel 1928 offrì un contributo alla SIFT per ammodernare le sue tranvie: sulla linea per Agazzano fu prospettato l'uso di tram ad accumulatori.
Dei progetti ferrotranviari di SIFT e provincia fu realizzata solo la ferrovia Piacenza-Bettola, aperta all'esercizio nel 1933: in quello stesso anno, il 1º maggio, la tratta San Nicolò-Agazzano fu soppressa e sostituita da autobus della Società Emiliana Autoservizi (SEA), azienda facente capo alla SIFT.

## Caratteristiche
La linea tranviaria era a binario singolo a scartamento ordinario di 1445 mm. Si sviluppava per 25,417 km, dei quali 8,8 in comune con la Piacenza-Pianello-Nibbiano. Il raggio minimo di curvatura era di 50 metri. I tram potevano mantenere una velocità massima di 20 km/h nelle tratte in piano, 12 km/h in quelle con pendenza superiore al 20 per mille e 8 km/h nei centri abitati.

### Percorso
| Unknown route-map component "CONTgq" | Station on transverse track | Unknown route-map component "CONTfq" |

| Unknown route-map component "uexKBHFa" |

| Unknown route-map component "uexHST" |

|  | Unknown route-map component "uexABZgl" | Unknown route-map component "uexCONTfq" |

|  | Unknown route-map component "uexKRZ" |

| Unknown route-map component "uexHST" |

| Unknown route-map component "uexBHF" |

| Unknown route-map component "uexBHF" |

|  | Unknown route-map component "uexABZgl" | Unknown route-map component "uexCONTfq" |

| Unknown route-map component "uexBHF" |

| Unknown route-map component "uexHST" |

| Unknown route-map component "uexBHF" |

| Unknown route-map component "uexHST" |

|  | Unknown route-map component "uexhKRZWae" |

| Unknown route-map component "uexBHF" |

| Unknown route-map component "uexCONTgq" | Unknown route-map component "uexABZgr" |  |

| Unknown route-map component "uexBHF" |

| Unknown route-map component "uexHST" |

| Unknown route-map component "uexBHF" |

| Unknown route-map component "uexHST" |

| Unknown route-map component "uexBHF" |

| Unknown route-map component "uexBHF" |

| Unknown route-map component "uexHST" |

| Unknown route-map component "uexBHF" |

| Unknown route-map component "uexHST" |

| Unknown route-map component "uexBHF" |

| Unknown route-map component "uexHST" |

| Unknown route-map component "uexKBHFe" |

Il capolinea piacentino, comune alle tranvie SIFT, sorgeva in Barriera Porta Nuova, nei pressi della stazione ferroviaria.
La linea superava il Bastione San Lazzaro, dopo il quale si distaccavano le linee per Cremona e Lugagnano, imboccando lo Stradone Farnese fino allo Chalet Venturini, da cui si diramava la linea per Bettola.
Proseguendo lungo via Venturini e viale del Castello si raggiungeva il confine cittadino di Barriera Taverna. Lasciata la città, la linea toccava le località di Bosella, Sant'Antonio Trebbia e Case di Rocco; attraversato il Trebbia si arrivava quindi a San Nicolò.
Da San Nicolò si risaliva la val Trebbia, toccando le località di Madonnina, Noce, Mamago, Gragnanino, Gragnano Trebbiense, Casaliggio, Tuna, Famiglia, Gazzola, Bottarone e Lisignano prima di giungere al capolinea di Agazzano. Il percorso era coperto in circa due ore: erano previste tre coppie di corse giornaliere più una coppia festiva.
Nei pressi di Porta San Lazzaro (poi Barriera Roma), a Piacenza, la tranvia incrociava la linea 2 (Centro-Molino degli Orti) delle tranvie elettriche urbane.

## Materiale rotabile
Sulla tranvia prestarono servizio locomotive a vapore cabinate di tipo tranviario, per la maggior parte bidirezionali.
A partire dal 1908, con l'assorbimento della The Piacenza Bettola and Cremona Tramway Company Limited (TPBC) da parte della SIFT, il materiale rotabile fu utilizzato indifferentemente su tutte le linee sociali: il parco rotabili SIFT consisteva di 37 locomotive, 68 carrozze passeggeri e 337 carri merci (di cui 73 di proprietà di varie società).